# 샬레 (앵주)
샬레 (Chaley)는 프랑스 오베르뉴론알프 앵주의 코뮌이다. 테네와 오트빌롱느 사이 알바린 강둑에 자리해 있다.
샬레 주변의 계곡은 일급 하천으로 지정된 곳으로 매년 송어를 잡으러 오는 낚시꾼들의 인기 캠핑장소이기도 하다. 낚시 외에도 카누를 타거나 트래킹을 즐길 수 있으며 특히 샤라보트 폭포가 주요 명소로 이름나 있다.

## 지리
샬레는 앵 주의 산악지대에 자리한 작은 마을이다. 테네에서 샬레로 오는 고속도로가 계곡과 알바린 강을 따라 지난다. 오트빌롱느, 테네, 에보스주 등의 코뮌과 경계를 접한다.

## 인구
| 연도 | 인구 | ±%    |
| ---- | ---- | ----- |
| 2006 | 118  | —     |
| 2007 | 120  | +1.7% |
| 2008 | 120  | +0.0% |
| 2009 | 120  | +0.0% |
| 2010 | 127  | +5.8% |
| 2011 | 133  | +4.7% |
| 2012 | 140  | +5.3% |
| 2013 | 146  | +4.3% |
| 2014 | 151  | +3.4% |
| 2015 | 144  | −4.6% |
| 2016 | 137  | −4.9% |

## 같이 보기
- 앵 주의 코뮌 목록